# Université Loránd-Eötvös
Pour les articles homonymes, voir Eötvös.
L'université Loránd-Eötvös (hongrois : Eötvös Loránd Tudományegyetem, prononcé /ˈøtvøʃ ˌloːɾaːnd ˈtudomaːɲɛɟɛtɛm/, ELTE) est l'une des universités de Budapest, fondée en 1635 par Péter Pázmány. Elle est l'héritière de l'Univerzitas de Nagyszombat (1635-1784), de l'université de Pest (Pesti Egyetem) (1784-1872), de l'université de Budapest (Budapesti Tudományegyetem) (1872-1921), de l'université royale hongroise Péter Pázmány (Magyar Királyi Pázmány Péter Tudományegyetem) (1921-1950). Elle est baptisée en 1950 du nom du physicien hongrois Loránd Eötvös.

## Histoire
L'université Loránd-Eötvös est la plus ancienne université de Hongrie encore en activité.

### Origines

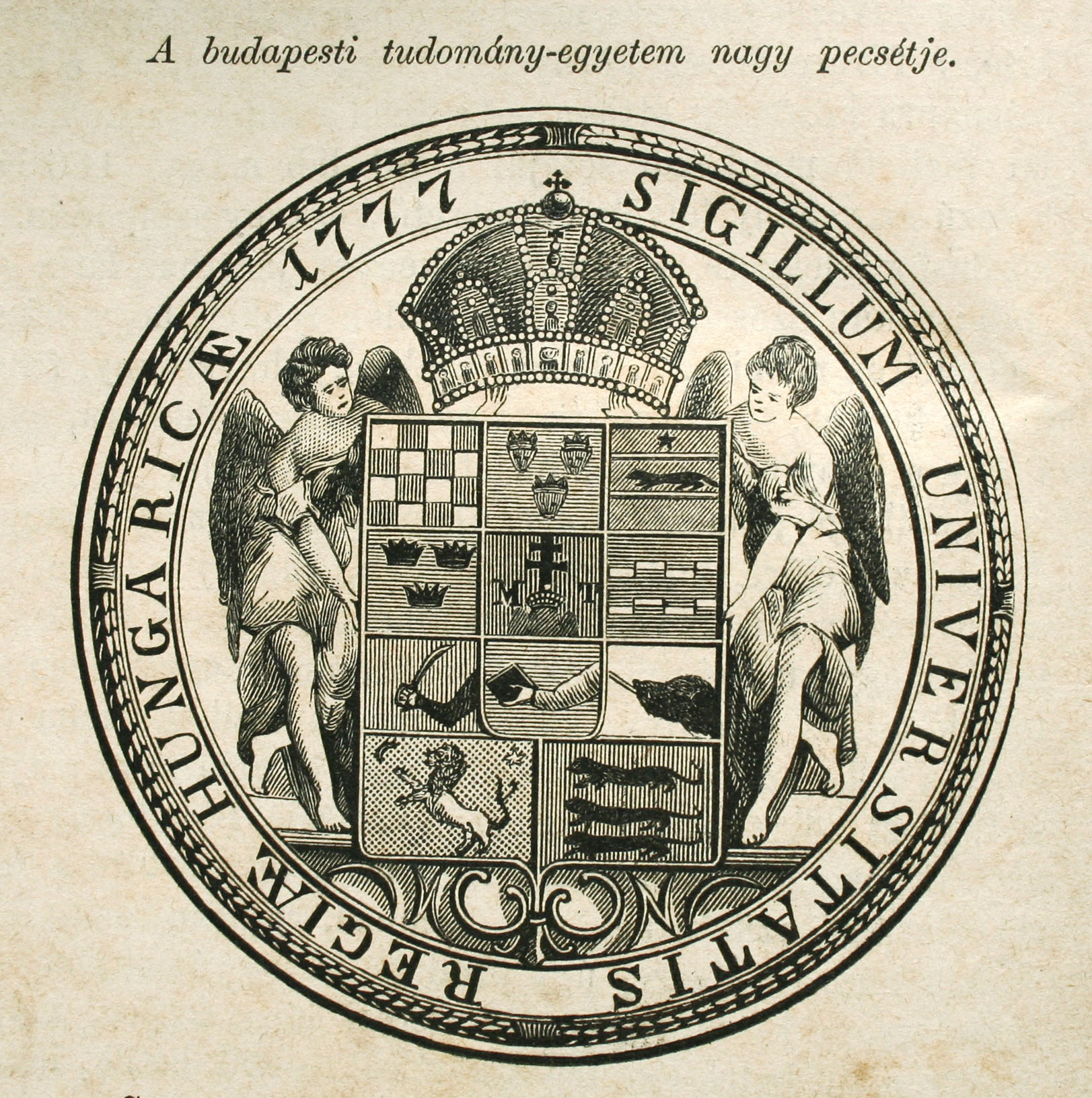
Grand sceau de l'université de Budapest.

La première université de Buda est fondée en 1395 par Sigismond, roi de Hongrie mais disparait après vingt ans de fonctionnement. Dans les années 1480, le roi Matthias tente de réitérer l'expérience dans le quartier du château royal mais le projet échoue.
En 1541, Pest et Buda deviennent deux villes ottomanes. L'administration hongroise est alors éclatée entre le nord du royaume épargné par les Turcs, ainsi que la Transylvanie. En 1635, Péter Pázmány, l'archevêque d'Esztergom et théologien fonde l'université à Nagyszombat et en confie la direction aux Jésuites. À cette époque, l'université compte uniquement deux facultés : la faculté d'arts et une faculté de théologie. La faculté de droit est créée en 1667 et la faculté de médecine ouvre en 1769. Après la dissolution de l'ordre des jésuites, l'université est déplacée à Buda en 1777 en accord avec l'intention des fondateurs. Ce n'est qu'en 1784 que l'université trouve son emplacement final à Pest. Le latin y est la langue de l'enseignement jusqu'en 1844, date à laquelle le hongrois devient langue officielle. Les femmes sont autorisées à s'inscrire à partir de 1895.
Dans la seconde moitié du XIXe siècle, de nombreuses réformes sont menées à l'intérieur de l'université et qui se trouvent par un renforcement de l'enseignement des humanités. Après le compromis austro-hongrois de 1867, l'université de Budapest connaît son âge d'or. Même si l'organisation des facultés ne change pas, de nombreux bâtiments se construisent alors dans la capitale du royaume. C'est à cette époque qu'est édifiée la Bibliothèque universitaire. Au tournant du XXe siècle, de nombreux enseignants illustres enseignent à l'université de Budapest ; celle-ci parvient même à se hisser parmi les 15 premières universités mondiales en nombre d'étudiants.

### Développement de l'université actuelle
| Liste des recteurs de l'université : | Liste des recteurs de l'université : |
| ------------------------------------ | ------------------------------------ |
| 1950–1953                            | Imre Trencsényi-Waldapfel            |
| 1953–1955                            | Lajos Tamás                          |
| 1955                                 | István Sőtér                         |
| 1956–1957                            | Miklós Világhy                       |
| 1957–1963                            | Gyula Ortutay                        |
| 1963–1966                            | István Sőtér                         |
| 1966–1972                            | Károly Nagy                          |
| 1972–1978                            | György Ádám                          |
| 1978–1983                            | Gyula Eörsi                          |
| 1984–1990                            | József Fülöp                         |
| 1990–1993                            | Lajos Vékás                          |
| 1993–1999                            | Miklós Szabó                         |
| 2000–2006                            | István Klinghammer                   |
| 2006-2010                            | Ferenc Hudecz                        |
| 2010-2017                            | Barna Mezey                          |
| 2017-en cours                        | László Borhy                         |

Aujourd'hui, l'université compte huit facultés et plus de 30 000 étudiants. D'après le Classement de Shanghai (2013), l'Université Loránd Eötvös serait la meilleure
université de Hongrie (301-400e dans le classement total) avant l'université de Szeged (401-500e).

## Organisation

### Fonctionnement
La direction de l'université est composée d'un recteur, d'un vice-recteur, de deux vice-recteurs chargés de la pédagogie, des affaires scientifiques et des relations internationales, ainsi que d'un intendant aux finances et d'un secrétaire général.
L'université est gouvernée par un Sénat composé de deux représentants de chaque faculté et un représentant de l'école doctorale de l'université, d'un collège des représentants étudiants, d'un collège des représentants des chargés de recherche, d'un collège des représentants du personnel, ainsi que de membres invités.
Il existe par ailleurs différents conseils et commissions qui dirigent les affaires universitaires :
- Conseil doctoral de l'université (Egyetemi Doktori Tanács)
- Commission des habilitations de l'université (Egyetemi Habilitációs Bizottság)
- Commission de validation des acquis pédagogiques de l'université (Egyetemi Kreditátviteli Bizottság)
- Commission de l'égalité des chances  (Esélyegyenlőségi Bizottság)
- Commission des recours (Hallgatói Jogorvoslati Bizottság)
- Commission des ressources humaines (Humánpolitikai Bizottság)
- Commission de coordination des formations en langues étrangères (Idegen Nyelvű Képzést Koordináló Bizottság)
- Conseil paritaire de conciliation (Intézményi Érdekegyeztető Tanács)
- Commission des distinctions (Kitüntetési Bizottság)
- Commission budgétaire (Költségvetési Bizottság)
- Conseil de documentation (Könyvtári Tanács)
- Commission du comité du personnel et des œuvres sociales (Közalkalmazotti Jóléti és Szociális Bizottság)
- Commission de l'instruction (Közoktatási Bizottság)
- Commission de la direction de la qualité (Minőségirányítási Bizottság)
- Commission des expériences sur animaux (Munkahelyi Állatkísérleti Bizottság)
- Commission d'organisation de la formation et des affaires étudiantes (Oktatásszervezési és Hallgatói Ügyek Bizottsága)
- Conseil de la formation et des enseignements (Oktatási és Képzési Tanács)
- Conseil pédagogique (Pedagógusképzési Tanács)
- Coordination du réseau des collèges (Szakkollégiumi Hálózati Testület)
- Conseil de la formation des professeurs et de la formation continue des professeurs (Tanárképzési és Tanár-továbbképzési Tanács)
- Conseil des assistants d'aptitudes (Tehetséggondozó Tanács)
- Conseil scientifique (Tudományos Tanács)

### Facultés
L'université compte huit facultés:
- Faculté de droit et d'administration (Állam- és Jogtudományi Kar)
- Faculté d'éducation et de formation (Tanító- és Óvóképző Kar)
- Faculté d'éducation spécialisée Gusztáv Bárczi (Bárczi Gusztáv Gyógypedagógiai Kar)
- Faculté des humanités (Bölcsészettudományi Kar)
- Faculté d'informatique (Informatikai Kar)
- Faculté de psychologie et de pédagogie (Pedagógiai és Pszichológiai Kar)
- Faculté des sciences sociales (Társadalomtudományi Kar)
- Faculté des sciences naturelles (Természettudományi Kar)

### Sites universitaires
| 1 2 3 4 5 6 |

L'essentiel des sites universitaires de Budapest se situe au Sud de la place Ferenc Deák, à l'intérieur du grand boulevard, de part et d'autre du Danube.
- Le site de Egyetem tér (1) abrite les services centraux et la présidence de l'Université, ainsi que la Faculté de droit et d'administration (Állam- és Jogtudományi Kar).
- Le site du Múzeum körút (2) abrite la Faculté des Humanités.
- Le campus de Lágymányos (3) sur Buda, regroupe les facultés d'informatique (Informatikai Kar), des sciences sociales (Társadalomtudományi Kar) et des sciences naturelles (Természettudományi Kar).
- Le site de Kazinczy utca (4) dans l'ancien quartier juif abrite la Faculté de psychologie et de pédagogie (Pedagógiai és Pszichológiai Kar).
- Le site d'Ecseri út (5) est situé au sud de Pest. Il abrite la Faculté d'éducation spécialisée Gusztáv Bárczi (Bárczi Gusztáv Gyógypedagógiai Kar).
- Le site de Kiss János altábornagy utca (6) est situé à proximité de la Gare de Budapest-Déli. Il abrite la Faculté d'éducation et de formation (Tanító- és Óvóképző Kar).

## Vie étudiante

### Bibliothèque universitaire

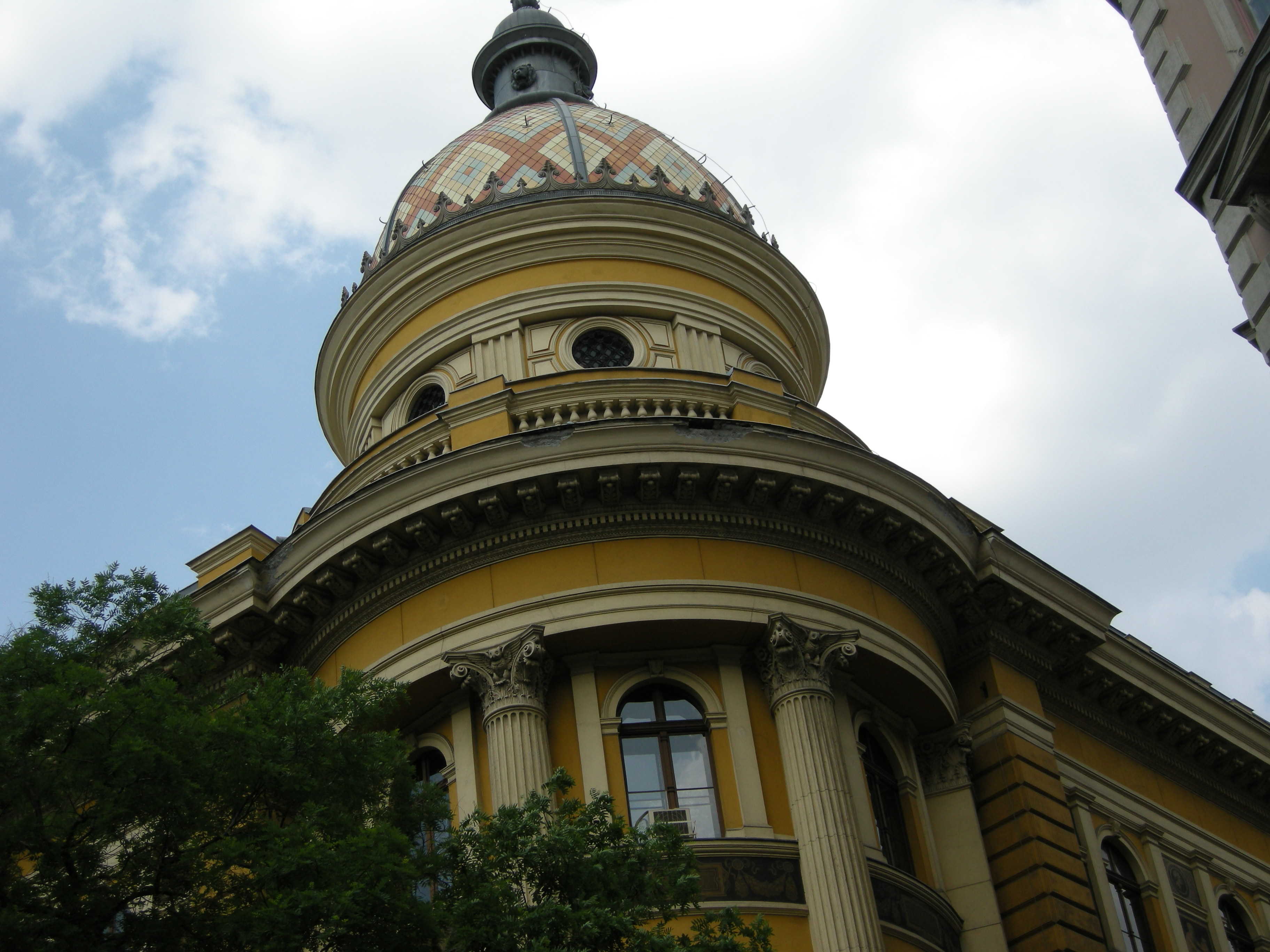
La Bibliothèque universitaire.

La Bibliothèque universitaire est fondée en 1561 par Miklós Oláh, archevêque d'Esztergom comme la Bibliothèque du collège jésuite de Nagyszombat. Les fonds historiques de la bibliothèque comptent comme un élément constitutif du patrimoine culturel de la Hongrie avec ses 1,6 million de documents rassemblés pendant quatre siècles. Jusqu'en 1949, la bibliothèque a un intérêt essentiellement encyclopédique puis constitue progressivement des sections spécialisées en Histoire des religions, théologie et philosophie, intégrées désormais dans les bibliothèques spécialisées d'histoire et de psychologie. L'architecte du bâtiment de la Bibliothèque est Antal Skalnitzky.

### Internats et collèges
Les internats (kollégium) tiennent souvent le rôle de résidences universitaires ou de foyer étudiant, alors que les collèges (szakkollégium) sont des établissements complémentaires à l'université. Ils ont pour mission d'héberger des étudiants de l'université, mais aussi d'apporter un complément d'enseignement en vue d'une intégration professionnelle de haut niveau.
- Internat de l'allée Dürer Ajtósi
- Internat de la rue Damjanich
- Internat de la route de Kerekes
- Internat Sándor Csoma Kőrösi
- Internat de la route de Nagytétény
- Internat de la route de Nándorfejérvár
- Internat de la route de Vezér
- Collège István Bibó
- Collège Bolyai
- Collège József-Eötvös
- Collège Sándor-Illyés
- Collège Róbert-Angelusz en sciences sociales

## Autour de l'université

### Instituts et institutions universitaires
Ci-dessous une liste d'organismes satellites rattachés à l'université.
- Archives universitaires (Egyetemi Levéltár)
- Institut de formation continue en droit (Jogi Továbbképző Intézet)
- Institut d'évaluation et de formation continue en langues étrangères (Idegennyelvi Továbbképző Központ)
- Centre interuniversitaire d'études françaises (Egyetemközi Francia Központ)
- Institut Confucius (Konfuciusz Intézet)
- L'institut des langues étrangères
- Collectif artistique universitaire de l'université Loránd-Eötvös (ELTE Művészeti Együttesek)
- Jardin botanique de l'université Loránd-Eötvös (Füvészkert)
- Observatoire astrophysique Gothard (Gothard Asztrofizikai Obszervatórium)
- Parc naturel protégé de Tata et musée de géologie de Szabadtér (Tatai Természetvédelmi Terület és Szabadtéri Geológiai Múzeum)
- Centre de recherche en biologie de Göd (Gödi Biológiai Kutató)
- Club universitaire d'athlétisme de Budapest (Budapesti Egyetemi Atlétikai Club, BEAC)
- Centre régional du savoir universitaire eScience (eScience Regionális Egyetemi Tudásközpont)
- Centre d'information et d'orientation pour les étudiants (Hallgatói Karrier- és Szolgáltató Központ)
- Hôtel Peregrinus (Peregrinus Vendégház)

### Sociétés universitaires
Ci-dessous une liste de sociétés à but lucratif liées à l'université.
- Éditions ELTE Eötvos (ELTE Eötvös Kiadó)
- ELTE Sport Kft.
- ELTE Recherche et développement en logiciels libres de droit (ELTE-Soft Kutatás-fejlesztő Nonprofit Kft.)
- ELTE Prestation de services universitaire (ELTE Egyetemi Szolgáltatásszervező Kft.)

## Personnalités liées à l'université

### Prix Nobel
- Georg von Békésy (1899–1972), prix Nobel de biophysique
- John Harsanyi (1920-2000), prix Nobel d'économie,  a contribué au développement de la théorie des jeux en mathématiques en approfondissant l'analyse des jeux à information incomplète
- George de Hevesy (1885–1966), prix Nobel de chimie
- Philipp Lenard (1862–1947), prix Nobel de physique
- Albert Szent-Györgyi (1893–1986), prix Nobel en biochimie

### Prix Wolf
- Pál Erdős (1913–1996), prix Wolf en mathématique, membre de l'Académie hongroise des sciences
- László Lovász (1948–), prix Wolf en mathématique, membre de l'Académie hongroise des sciences

### Responsables politiques
- János Áder (1959-), juriste, ancien président de l'Assemblée nationale, actuel président de la République de Hongrie
- József Antall (1932–1993), historien, ancien Premier ministre de Hongrie
- Mátyás Eörsi (1954), homme politique hongrois, député au parlement et actuellement président du groupe parlementaire Alliance des démocrates et des libéraux pour l'Europe au sein de l’Assemblée Parlementaire du Conseil de l’Europe
- Árpád Göncz (1922–), écrivain, traducteur, ancien président de la République de Hongrie
- Lajos Kossuth (1802–1894), homme d'État hongrois, dirigeant de la Hongrie
- Ferenc Mádl (1931–2011), juriste, professeur des universités, ancien président de la République de Hongrie, membre de l'Académie hongroise des Sciences
- Krisztina Morvai (1963–), juriste, maître de conférences, députée européenne
- Viktor Orbán (1963), juriste, actuel Premier ministre de Hongrie
- László Sólyom (1942–), juriste, professeur des universités, président de la Cour constitutionnelle hongroise, ancien président de la République de Hongrie, membre de l'Académie hongroise des sciences
- Pál Teleki (1879-1941), géographe, ancien Premier ministre de Hongrie, membre de l'Académie hongroise des sciences

### Universitaires, chercheurs
- Miklós Abella (1922-1976), géographe, pédagogue
- Johann Nepomuk Alber (1753-1830), théologien
- Péter Árkai (1944-), géologue, pétrographe, géochimiste, membre de l'Académie hongroise des sciences
- Tamás Bács (1960-), égyptologue
- György Barta (1915–1992), géophysicien, professeur des universités, membre de l'Académie hongroise des sciences
- Zoltán Lajos Bay (1900-1992), physicien, professeur des universités, membre de l'Académie hongroise des sciences, inventeur
- Philipp August Becker (1862-1947, romaniste, professeur de littérature française
- Remig Békefi, historien des religions
- György Bónis (1914-1985), historien du droit, professeur des universités
- Iván Böszörményi-Nagy (1920–2007), psychiatre, un des fondateurs de la thérapie familiale
- Lajos Csapodi (1729–1801), historien du droit, prélat de l'Église catholique
- Klára Dóka (1944-), historienne, archiviste
- Antal Durkó (1890-1978), directeur de musée, professeur en lycée
- György Fejér (1766–1851), historiographe
- Iván Földes (1914-1983), juriste
- Endre Fülei-Szántó (1924-1995), linguiste, philologue, professeur des universités
- Alfréd Forbát (1897-1972), architecte et urbaniste
- József Hampel (1849-1913), archéologue
- János Harmatta (1917-2004), professeur de linguistique indo-européenne
- Judit Hidasi, professeur de linguistique, japanologue
- Árpád Horváth (1820–1894), historien
- János Hunfalvy (1820-1888), géographe, membre de l'Académie hongroise des sciences
- Ányos Jedlik (1800-1895), physicien, inventeur, professeur des universités
- Sándor Kalecsinszky (1857–1911), chimiste, géochimiste, membre de l'Académie hongroise des sciences
- Károly Kántás (1912–1991), géophysicien, membre de l'Académie hongroise des sciences
- Tibor Kardos (1908–1973), critique littéraire, philologue, membre de l'Académie hongroise des sciences
- Árpád Károlyi (1853–1940), historien, archiviste, membre de l'Académie hongroise des Sciences
- Ágoston Karvasy (1809–1896), juriste, économiste, membre de l'Académie hongroise des Sciences, auteur des premiers traités de sciences politiques et économiques en hongrois
- Zoltán Kaszab (1915–1986), entomologiste, biopédologue, membre de l'Académie hongroise des Sciences
- Sándor Kégl (1862–1920), orientaliste, critique littéraire, première figure hongroise des études iraniennes, membre de l'Académie hongroise des Sciences
- Béla Kenéz (1874–1946), statisticien, économiste, membre de l'Académie hongroise des Sciences, ancien ministre du commerce
- Balázs Kenyeres (1865–1940), médecin-légiste, histologiste, membre de l'Académie hongroise des Sciences
- György Kertai (1912–1968), géologue, instaurateur de la théorie de prospection de gaz et de pétrole en plaine, membre de l'Académie hongroise des Sciences
- Kálmán Kertész (1867–1922), zoologue, entomologiste, membre de l'Académie hongroise des Sciences
- Imre Kéry (1798–1887), médecin principal du comitat d'Arad, membre de l'Académie hongroise des Sciences
- Alexandre Kiss (1925–2007), juriste, reconnu comme l'un des instigateurs du droit international relatif à la protection de l'environnement, membre de l'Académie hongroise des Sciences
- Antal Klemm (1883–1963), linguiste, spécialiste des langues finno-ougriennes, membre de l'Académie hongroise des Sciences
- Nándor Klug (1845–1909), médecin, physiologiste, membre de l'Académie hongroise des Sciences
- Jenő Klupathy (1861–1931), physicien, figure pionnière de la physique appliquée, membre de l'Académie hongroise des Sciences
- István Kniezsa (1898–1965), historien des langues, spécialiste des études slaves, membre de l'Académie hongroise des Sciences
- Antal Koch (1843–1927), géologue, pétrographe, minéralogiste, paléontologue, membre de l'Académie hongroise des Sciences
- Tibor Kolbenheyer (1917–1993), géophysicien, astrophysicien, membre de l'Académie hongroise des Sciences
- András Komáromy (1861–1931), historien, archiviste, membre de l'Académie hongroise des Sciences
- Gusztáv Kondor (1825–1897), astronome, mathématicien, membre de l'Académie hongroise des Sciences
- Sándor Konek (1819–1882), statisticien, jurisite, membre de l'Académie hongroise des Sciences
- István Kovács (1913–1996), physicien de l'atome, membre de l'Académie hongroise des Sciences
- Sebestény Endre Kovács (1814–1878), médecin, chirurgien, membre de l'Académie hongroise des Sciences
- Béla Köpeczi (1921), critique d'art et critique littéraire, ancien ministre de la culture, membre de l'Académie hongroise des Sciences
- István Környey (1901–1988), médecin, neurologue, membre de l'Académie hongroise des Sciences
- Endre Kőrös (1927–2002), chimiste, membre de l'Académie hongroise des Sciences
- József Krenner (1839-1920), minéralogiste, professeur des universités, membre de l'Académie hongroise des Sciences
- István Krompecher (1905–1983), médecin, anatomiste, histologiste, membre de l'Académie hongroise des Sciences
- Bernát Kumorovitz L. (1900–1992), historien, archiviste, membre de l'Académie hongroise des Sciences
- Ignác Kuncz (1841–1903), juriste, membre de l'Académie hongroise des Sciences
- Ödön Kuncz (1884–1965), juriste, économiste, membre de l'Académie hongroise des Sciences
- Ignác Kúnos (1860–1945), linguiste, chercheur pionnier dans l'étude des poèmes populaires turcs, membre de l'Académie hongroise des Sciences
- Jenő Kunz (1844–1926), philosophe du droit, sociologue, membre de l'Académie hongroise des Sciences
- Bálint Kuzsinszky (1864–1938), archéologue, spécialiste d'histoire ancienne, membre de l'Académie hongroise des Sciences
- József Kürschák (1864–1933), mathématicien, membre de l'Académie hongroise des Sciences
- Miklós Laczkovich (1948), mathématicien
- György Zsigmond Lakits (1739–1814), juriste des religions, professeur des universités en philosophie du droit, directeur des presses universitaires
- Gyula László (1910–1998), archéologue, professeur des universités
- John Lukacs (1924-), historien
- László Mátrai (1909–1983), philosophe, esthète
- John von Neumann (1903–1957), mathématicien, inventeur de l'Architecture de von Neumann
- Rudolf Ortvay (1885-1945), physicien, professeur des universités, membre de l'Académie hongroise des Sciences
- Csaba Pléh (1945-), psychologue, linguiste, neurologiste, secrétaire adjoint de l’Académie hongroise des Sciences
- György Pray (1723–1800), historiographe
- Anton Reyberger (1757-1818, théologien
- Géza Róheim (1891-1953), anthropologue, psychanalyste, un des inspirateurs de l'ethnopsychiatrie
- Márton Schwartner (1759–1823), statisticien, professeur des universités
- István Schönwisner (1738–1818), archéologue, professeur des universités
- Ignác Semmelweis (1818–1865), médecin
- Ottó Süpek (1928-1995), historien de la littérature, philosophe de l'histoire
- Elemér Szádeczky-Kardoss (1903–1984), géologue, professeur des universités, membre de l'Académie hongroise des Sciences
- Kálmán Sztrókay (1907-1992), minéralogiste, professeur des universités
- Ferenc Toldy (1805–1875), historien de la littérature, professeur des universités
- Miklós Törkenczy (1953), linguiste, maître de conférences
- László Török (1941), archéologue et égyptologue hongrois, spécialiste de la Nubie
- Pál Turán (1910–1976), mathématicien
- Ármin Vámbéry (1832-1913), géographe orientaliste, explorateur, membre de l'Académie hongroise des Sciences
- Mária Vogl (1912–1996), géochimiste, membre de l'Académie hongroise des Sciences

### Intellectuels, journalistes, écrivains, artistes
- Mihály Babits (1883–1941), poète, écrivain, critique littéraire
- Béla Balázs (1884–1949), poète, dramaturge, critique cinématographique
- Enikő Bollobás (1954-), critique littéraire, traducteur
- Péter Esterházy (1950–), écrivain
- Albert Gyergyai (1893–1980), écrivain, traducteur, professeur des universités
- Tivadar Horváth (1920-2003), comédien
- Gyula Juhász (1883–1937), poète
- Zoltán Kodály (1882–1967), compositeur de musique, musicologue, chercheur en ethnomusicologie
- Dezső Kosztolányi (1885–1936), écrivain, traducteur, journaliste
- George Mikes (1912-1987), écrivain
- László Négyesy (1861–1933), critique littéraire, esthète
- Béla Németh (1925–2008), critique littéraire
- János Pilinszky (1921–1981), poète
- Frigyes Riedl (1856–1921), critique littéraire

### Autres figures institutionnelles
- Árpád Bogsch (1919-2004), juriste, fondateur et directeur de l'Organisation mondiale de la propriété intellectuelle
- Gyula Gabelhofer (1753–1794), directeur de bibliothèque
- Iván Pasteiner (1887–1963), bibliothécaire, juriste

### Galerie

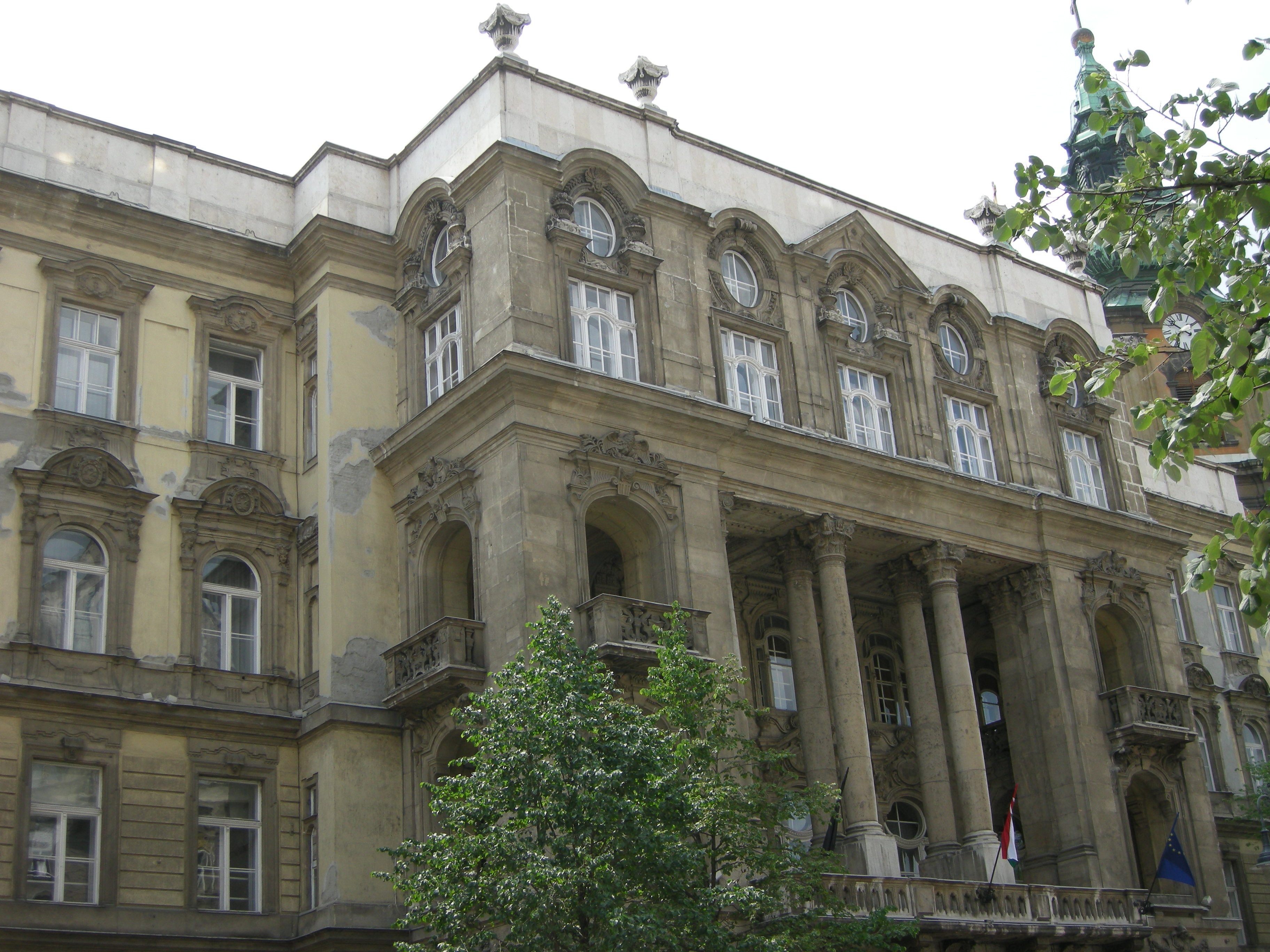